# Aspidiotus crenulatus
Aspidiotus crenulatus är en insektsart som först beskrevs av Pampaloni 1902.  Aspidiotus crenulatus ingår i släktet Aspidiotus och familjen pansarsköldlöss. Inga underarter finns listade i Catalogue of Life.